# Алпаос (Белуно)
Алпаос (итал. Alpaos) је насеље у Италији у округу Белуно, региону Венето.
Према процени из 2011. у насељу је живело 52 становника. Насеље се налази на надморској висини од 652 м.